# 2385 Mustel
2385 Mustel eller 1969 VW är en asteroid i huvudbältet som upptäcktes den 12 november 1969 av den ryska astronomen Ljudmila Tjernych vid Krims astrofysiska observatorium på Krim. Den har fått sitt namn efter astronomen Evald Mustel.